# Depressió anaclítica
La depressió anaclítica o Síndrome d'hospitalisme és un terme creat pel psicoanalista René Spitz el 1945 per designar una síndrome depressiva sobrevinguda en el curs del primer any de vida de l'infant, consecutiu a l'allunyament brutal i més o menys prolongat de la mare (fins a un màxim de tres mesos) després d'haver tingut una relació normal i corrent amb ella.

## Quadre clínic
El quadre clínic que presenta és el següent: pèrdua d'expressió mímica (del somriure), mutisme, anorèxia, insomni, pèrdua de pes i retard psicomotor global. Nogensmenys, la depressió anaclítica és reversible: si l'absència de la mare no és gaire prolongada, en restablir-se el vincle la depressió cessa molt ràpidament.
És en aquest sentit que la depressió anaclítica és producte d'una privació afectiva parcial en el nen, però si aquesta privació sobrepassa les divuit setmanes llavors el nen probablement passaria a l'estat d'hospitalisme. En aquest estat, també descrit per Spitz, la separació mare-nen, durant un temps molt llarg o complet, desemboca en la impossibilitat del nen per entaular contactes afectius permanents; per exemple, perquè està en una institució de salut que dona un tractament impersional. L'hospitalisme pot engendrar estralls permanents, incloent-hi la mort. Degut a les investigacions de Spitz, la concepció de l'atenció hospitalària dels nens petits en els països desenvolupats canvià radicalment.